# Димко Богов
Димко Богов, наричан Даскала, е български революционер, деец на Върховния македоно-одрински комитет и Вътрешната македоно-одринска революционна организация.

## Биография
Димко Богов е роден в 1870 година в град Велес, тогава в Османската империя, днес в Северна Македония. Подгонен от турци, на млади години напуска родния си град и емигрира в България.
При избухването на Горноджумайското въстание в 1902 година е четник при Димитър Зографов. През Илинденско-Преображенското въстание през лятото на следната 1903 година е четник-секретар в Беласишкия отряд на войводите на ВМОК Петър Дървингов, Димитър Зографов и Дончо Златков. Участва в сражения с турци при пиринските върхове Албутин на 19 август, Георгийца на 20 август и в околностите на тази планина на 31 август. След въстанието е четник при Петър Ацев, при Георги Сугарев, както и при Иван Наумов Алябака.
След 1907 година е войвода на местната революционна чета и на ръководното горско началство на ВМОРО в Кичевско. Там го заварва Младотурската революция през 1908 година и следейки нареждането на организацията с въоръжената си чета и с развито македонско революционно знаме влиза в град Битоля, тържествено посрещнат и от турци и от българи. След като губи вяра в младотурците, завръща се в София.
При избухването на Балканската война в 1912 година е доброволец в Българската армия и служи в щаба и нестроевата рота на 5-а одринска дружина на Македоно-одринското опълчение. Войвода е на чета в Кичевско. За отличие в боя е награден с орден „За храброст“ IV степен.
По време на българското управление в Струмица, установено след Междусъюзническата война от 1913 година, назначен е за старши полицейски в селото Колешино. Там през 1920 година загива в престрелка с контрабандисти.